# Српско војничко гробље у Вуковару
Српско војничко гробље Алеја налази се у Вуковару. На гробљу је сахрањено 26 српских бораца погинулих углавном у бици за Вуковар.

## Историјат
Српско војничко гробље Алеја у Вуковару настало је 1994. године за време рата у Хрватској док је Вуковар био у саставу Републике Српске Крајине. Гробље се налази на катастарској парцели уз Старо православно гробље у Вуковару. На гробљу се налази централни крст и 26 појединачних истоветних споменика.
Гробље је често скрнављено тако да су многа тела ексхумирана и премештена на друга гробља.
Вуковарски Хрвати ово гробље зову гробље Шајкача јер су надгробни споменици пре преуређења били у облику стилизоване шајкаче.

## Списак сахрањених
1. Милан Ђанковић (1946–1992)
2. Ђуро Вујаклија (1957–1992)
3. Александар Грахорац (1971–1992)
4. Жељко Шимко (1960–1992)
5. Милан Глодић (1965–1991)
6. Никола Бусић (1948–1991)
7. Зоран Симеуновић (1968–1992)
8. Милан Војновић (1961–1991)
9. Борислав Опачић (1960–1992)
10. Владимир Ћук (1951–1991)
11. Борислав Томанић (1968–1991)
12. Драган Узуновић (1954–1991)
13. Драган Вигњевић (1970–1991)
14. Војислав Драча (1948–1991)
15. Ђорђе Микић (1966–1991)
16. Милован Лугоња (1955–1991)
17. Душан Цигановић (1946–1991)
18. Мирослав Пејић (1964–1991)
19. Пајо Лукић (1950–1991)
20. Васо Гарић (1950–1991)
21. Тихомир Еремија
22. Радивој Мишић (1966–1991)
23. Драгољуб Петковић (1964–1991)
24. Божо Шкорић (1952–1991)
25. Петар Шалајић (1954–1991)
26. Ђорђе Максимовић (1942–1991)